# Time (álbum de Third Day)
Time es el tercer álbum de estudio de la banda cristiana, Third Day. Fue lanzado al mercado el 24 de agosto de 1999 bajo el sello discográfico Essential Records. 
El álbum incluye diez canciones escogidas de entre treinta que la banda creó durante su gira un año antes. Algunas de las canciones no incluidas en Time, aparecen en Southern Tracks.
El álbum es un retorno al género original de la banda, el rock sureño, tras utilizar un estilo grunge en su previo disco. Según su sitio web, "con Conspiracy No. 5, estábamos tratando de probar algo. Con Time, tratamos de ser nosotros mismos."

## Lista de canciones
| N.º   | Título                  | Letras              | Música    | Duración |  |
| 1.    | «I've Always Loved You» | Mac Powell          | Third Day | 4:27     |  |
| 2.    | «Believe»               | Tai Anderson/Powell | Third Day | 3:02     |  |
| 3.    | «Took My Place»         | Powell              | Third Day | 2:14     |  |
| 4.    | «Never Bow Down»        | Powell              | Third Day | 3:29     |  |
| 5.    | «Your Love Oh Lord»     | Powell              | Third Day | 3:56     |  |
| 6.    | «Don't Say Goodbye»     | Mark Lee            | Third Day | 4:35     |  |
| 7.    | «What Good»             | Powell              | Third Day | 3:52     |  |
| 8.    | «Cant Take The Pain»    | Powell              | Third Day | 4:50     |  |
| 9.    | «Sky Falls Down»        | Lee                 | Third Day | 3:49     |  |
| 10.   | «Give»                  | Powell              | Third Day | 8:15     |  |
| 42:29 |                         |                     |           |          |  |

## Premios
- Certificación de disco de oro.
- 2000: Premio Dove al álbum rock del año por Time.
- 2001: Premio Dove a la canción grabada rock del año por "Sky Falls Down".